# アール・ブリュット・コレクション
アール・ブリュット・コレクション (仏: Collection de l'art brut) は、アール・ブリュットの概念を提唱したフランスの画家ジャン・デュビュッフェが蒐集したコレクションをもとに発足した、スイスのローザンヌにあるアウトサイダー・アートの美術館。

## 沿革
1923年、ジャン・デュビュッフェは、兵役中に気象関係の部署に配属された際、ある女性から送られてくる雲の中に浮かぶ幻影の克明な記録を見て、精神病の患者の視覚表現に興味を抱くようになった。またジャン・デュビュッフェは、ドイツ人の精神科医であるハンス・プリンツホルンが1922年に出版した、精神病患者が作った絵画などの作品の中で際立った芸術的表現を見せた作品を収集してまとめた『精神病者の芸術性』という本を読み、強い感動を覚えた。
40歳を過ぎてから、ジャン・デュビュッフェは本格的に画家として生きていく決意を固めた。ジャン・デュビュッフェはかねてから強い関心を抱いていた精神病患者の作品など、正統とされる芸術表現を逸脱した作家の芸術作品をもっと見たいと考え、1945年、スイスそしてフランス各地の精神病院、監獄などを訪れ、アウトサイダーアートの蒐集を開始した。これが現在のアール・ブリュット・コレクションの源流である。
1947年にはパリ中心部にある画廊の地下室で、蒐集したアウトサイダーアートの展示が始まった。ジャン・デュビュッフェはその後も各地でアウトサイダーアートを蒐集し、コレクションを充実させていった。1948年にはジャン・デュビュッフェはシュルレアリストのアンドレ・ブルトンらとともに、アール・ブリュット協会を設立し、1949年には展覧会が行われ、注目を集める。しかし資金不足とアール・ブリュット協会内での会員同士の対立などのため、アール・ブリュット協会の活動は低迷し、1951年には解散する。この背景には、両者の思想の対立があった。デュビュッフェは、作品そのものに価値があるとみなし、愛したのだが一方、ブルトンたちシュルレアリストには、アウトサイダー・アートを制作するひとの狂気への興味が優先し、それがいかに自分たちの作品と近いかを参照する手段として、アウトサイダー・アートはあった訳である。
1951年、ジャン・デュビュッフェの蒐集したコレクションは、戦後に知り合った友人の画家、アルフォンソ・オッソーリオの勧めにより、ニューヨーク近郊のイーストハンプトンのオッソーリオの邸宅で保管されることになった。この頃、ジャン・デュビュッフェは自らの創作活動に力を注ぎ、アウトサイダーアートの蒐集にはほとんど取り組まなかった。また、オッソーリオに対し、アメリカ合衆国のアウトサイダー・アートの発掘の促しにオッソーリオは応じず、コレクションは増えなかった。だがこの寄贈（と1951年のシカゴでのデュビュッフェの講演）がアメリカ、中でもシカゴ・イマジストにアウトサイダー・アートへの関心を持たせることとなった。
1950年代末からデュビュッフェは活動を再開し、1962年にコレクションをイーストハンプトンからパリへと戻すと、アール・ブリュット協会も復活させた。この際、オッソーリオにジャンヌ・トリピエやオーギュスト・フォレスティエなど十点を分け与えているが、これらの作品はいま、やはりアール・ブリュットを専門とするabcd協会に渡っている。1964年からはアール・ブリュット協会の協会誌の発行を開始し、そして1967年にはパリ装飾美術館でジャン・デュビュッフェが蒐集したコレクションの大規模な展覧会が行われた。
自らが蒐集したコレクションの公的な扱いを希望したジャン・デュビュッフェであったが、フランス国内での寄贈は拒否されてしまい、かねてから関係が深かったスイスで受け入れ先を探した結果、1971年、コレクションの受け入れを表明したスイスのローザンヌ市に寄贈する決意をした。
ローザンヌ市は、18世紀に建てられた貴族の館であるボーリュウ館を改装し、ジャン・デュビュッフェのコレクションを展示することとした。1975年にジャン・デュビュッフェのコレクションはローザンヌに移送され、翌1976年2月26日、アール・ブリュット・コレクションは開館した。
ローザンヌにコレクションが移転された段階で、これ以上アウトサイダーアートのコレクションを増やすことについて慎重意見が出された。これは向精神薬の発達や作業療法の発展によって、精神病患者の作品の独自性が薄れてきたことなどを懸念する声が出たためであるが、ジャン・デュビュッフェは蒐集を継続することを決断した。その後も世界各地から優れたアウトサイダーアートの作家が発掘されており、アール・ブリュット・コレクションの蒐集作品も増え続けている。

## 名称について
アール・ブリュット・コレクションは、全世界からアウトサイダーアートの作品を蒐集、展示しており、文字通りアウトサイダーアートの美術館として機能しているが、その名称に美術館（Musée）という言葉は用いられていない。これはこれまでの美術や文化の伝統的価値観を否定したジャン・デュビュッフェが美術館という言葉を嫌い、コレクション（Collection）を用いることにしたことによる。

## 概要
アール・ブリュット・コレクションでは、文化的な伝統や社会的規範などにとらわれずに作られたアウトサイダーアートの作品を、世界各地から蒐集し展示している。その作者は囚人、精神病者、何らかの理由で社会から見放された孤独な人々などであり、それゆえ芸術的伝統にとらわれない独自の表現方法を用い、時にはこれまで芸術では利用されなかった材料を用いたり、使用されたことのない技法が用いられている。アール・ブリュット・コレクションが蒐集したアウトサイダーアート作品は約3万点に及び、うち700点が常設展示されている。
アール・ブリュット・コレクションの展示室の内装は、基本的に黒色で統一されていて照明も薄暗く、また窓がほとんどない。これはアウトサイダーアート作品の多くは痛みやすいため薄暗い照明が適していることと、世間から閉じられた孤独な環境の中で、独自に生み出されてきたアウトサイダーアート作品を展示するためには、このような展示環境が良いと考えられたことによる。
また、アール・ブリュット・コレクションではアウトサイダーアートの調査研究、そして蒐集を盛んに続けている。それらの成果は1964年に創刊されたアール・ブリュット協会誌の流れを汲む研究誌、「アール・ブリュット」で紹介するとともに、著名なアウトサイダーアートの作家を紹介する単行本やDVDなどを発行している。
常設展示の他、随時特別展が行われており、2007年にはロシアのアウトサイダーアーティストであるアレクサンドル・ロバノフの特別展、そして2008年2月から2009年1月までの予定で、日本のアウトサイダーアートの特別展が行われている。

## 主な収蔵作家
- アロイーズ・コルバス
- アドルフ・ヴェルフリ （英語版）
- ヘンリー・ダーガー
- マッジ・ギル
- エウジェニオ・サントロ （英語版）
- アレクサンドル・ロバノフ